# Joseph Wheeler
Joseph Wheeler (Augusta, 10 settembre 1836 – New York, 25 gennaio 1906) è stato un politico e generale statunitense.
Noto per essere stato maggiore generale nell'Esercito confederato e, successivamente nell'US Army.

## Biografia
Nato ad Augusta, in Georgia, si diplomò a West Point nel 1859 e fu assegnato ai Dragoni a cavallo.
Trascorse due anni combattendo i nativi americani, poi diede le dimissioni dall'Esercito degli Stati Uniti per prendere servizio nella Confederazione.
Combatté con il 19º Fanteria dell'Alabama fino alla battaglia di Shiloh, poi gli fu assegnato il comando della cavalleria dell'Armata del Mississippi nel luglio 1862.
Promosso brigadier generale il 30 ottobre 1862, poi maggior generale il 20 gennaio 1863.
Partecipò alle battaglie di Stone's River, Chickamauga, Chickamauga ed all'assedio di Knoxville. Guidò alcune delle poche truppe confederate opposte alla Marcia verso il mare di Sherman e fu catturato nei pressi di Atlanta dopo la resa del generale Joseph E. Johnston.
Dopo la fine della guerra Wheeler diventò piantatore di cotone a Wheeler (Alabama), località che prese il suo nome. Entrò in politica e fu eletto alla Camera dei Rappresentanti (1885-1900).
Il presidente William McKinley lo nominò, durante la guerra ispano-americana, maggior generale dei Rough Riders, il reggimento di volontari guidati prima di Leonard Wood e poi da Theodore Roosevelt: l'azione di McKinley fu vista come un segnale del miglioramento delle relazioni fra l'Unione e gli ex Confederati.
Dopo aver comandato le truppe in guerra Wheeler, fu nominato brigadier generale nell'esercito regolare il 10 settembre 1900 e andò in pensione al compimento dei 64 anni.
Si trasferì a Brooklyn, New York, dove morì il 25 gennaio 1906.